# Södra Råda landskommun
Södra Råda landskommun var en tidigare kommun i Värmlands län.

## Administrativ historik
Kommunen bildades i Södra Råda socken i Visnums härad i Värmland och Värmlands län när 1862 års kommunalförordningar trädde i kraft. Den 1 januari 1886 (enligt beslut den 17 april 1885) ändrades namnet från Råda till Södra Råda i särskiljande syfte.
Vid kommunreformen 1952 gick den upp Visnums landskommun. Denna upplöstes 1971 då detta område överfördes till Gullspångs kommun.

## Politik

### Mandatfördelning i Södra Råda landskommun 1942–1946
| 5 | 10 |

| 14 |

| 6 | 9 |

| 14 |